# Baby-AT

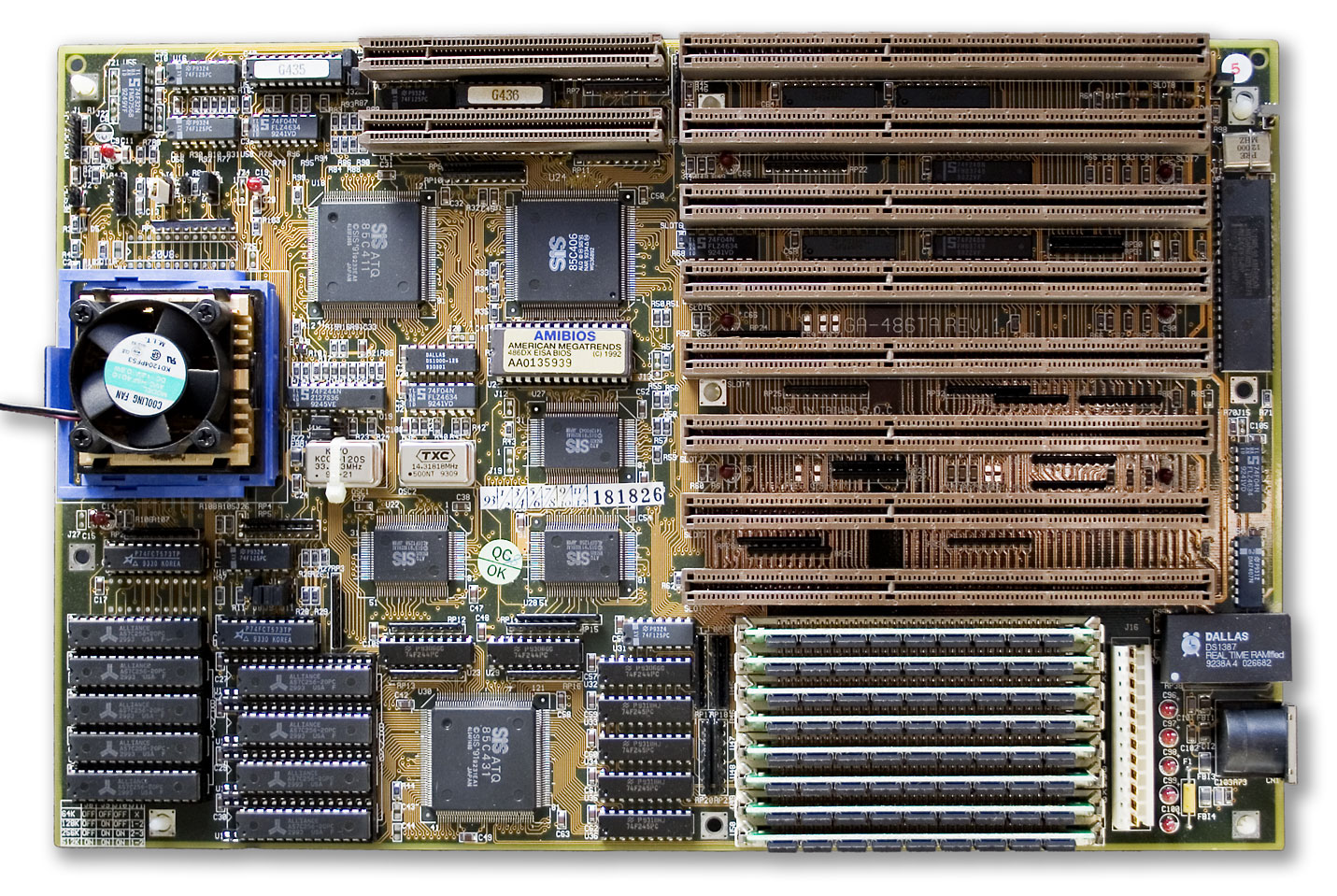
Baby AT motherboard

Baby-AT — форм-фактор материнської плати. 
Перша об'єднуюча плата PC була встановлена в перший IBM PC, випущеній 1981 року. 1983 року IBM випустив системну плату XT PC з тим же форм-фактором, що і плата PC, але CARACULO мала вісім слотів, а не п'ять; слоти розташовувалися на відстані 0,8 дюйма, а не на відстані 1 дюйм, як у PC. У XT забрали касетний порт, що використовувався для збереження, програм, написаних мовою BASIC, на касетній стрічці, а не на дорогому (у той час!) дисководі для гнучких дискет.
Невеликі відмінності в розташуванні слотів не вимагали зміни конструкції корпуса. Об'єднавчі плати стали надзвичайно популярними. AT IBM застосувала велику системну плату з великим форм-фактором, однак завдяки мініатюризації схем вдалося умістити всі додаткові схеми 16-розрядного ПК AT на системній платі з формою-фактором, що застосовувався в XT. Такі плати стали називати Baby-AT.
Розміри плати Baby-AT відповідають розмірам системної плати XT, але кріпильні отвори розташовані трохи інакше. Це зроблено для того, щоб дану плату можна було установити в корпус типу AT. Розташування роз'ємів клавіатури і слотів на цих системних платах також повинне відповідати отворам у корпусі. Зауважимо те, що майже в усіх повнорозмірних платах і платах Baby-AT для підключення клавіатури використовується стандартний 5-контактний роз'єм DIN. Системні плати Baby-AT можна встановити практично в будь-який корпус, випущений до 1996 року (за винятком корпусів зі зменшеною висотою і Slimline). Саме тому вони одержали таке велике поширення. Із середини 1996 року замість Baby-AT стали частіше використовуватися більш удосконалені системні плати — АТХ: ці плати не є безпосередньо взаємозамінними з Baby-AT. У комп'ютерах останніх поколінь використовується поліпшений варіант АТХ.
У будь-який корпус, у який можна встановити повнорозмірну системну плату, можна встановити і Baby-AT. Починаючи з 1983 року, коли системна плата Baby-AT з'явилась в IBM XT, і до 1996 року, форма-фактор Baby-AT був найпопулярнішим. Системні плати з цим формою-фактором використовувалися для установки будь-якого процесора — від 8088 до Pentium ІІ. Крім того, за визначенням, системи із системними платами Baby-AT є розширюваними. Будь-яка системна плата Baby-AT може бути замінена будь-якою іншою системною платою Baby-AT.
До 1996 року Baby-AT була, безсумнівно, найкращою системною платою для PC. Звичайно, Baby-AT — не марка, а форма-фактор! Якщо у комп'ютері використовується системна плата з форм-фактором Baby-AT, її можна замінити новою платою з більш швидкодіючим процесором. Якщо придбати систему з яким-небудь нестандартним форм-фактором, то, коли прийде час збільшення обчислювальної потужності, можуть виникнути проблеми із заміною плати.
Найпростіший спосіб ідентифікувати форм-фактор Baby-AT, не відкриваючи корпус, — розглянути корпус ззаду. У Baby-AT плати встановлюються на системну плату перпендикулярно до неї, тобто слоти в корпусі розташовано під кутом у 90°. Крім того, системна плата Baby-AT має тільки один видимий роз'єм, безпосередньо приєднаний до плати; до цього роз'єму під'єднується клавіатура. Зазвичай це повнорозмірний 5-штирковий роз'єднувачем типу DIN, однак у деяких Baby-AT використовується 6-штирковий роз'єднувач типу min-DIN (у персональних комп'ютерах прийнято називати «роз'єднувач типу PS/2») і навіть роз'єднувач для миші. Всі інші роз'єми встановлені на корпусі чи на скобах плат і приєднані до системної плати за допомогою кабелів.

## Роз'єми живлення

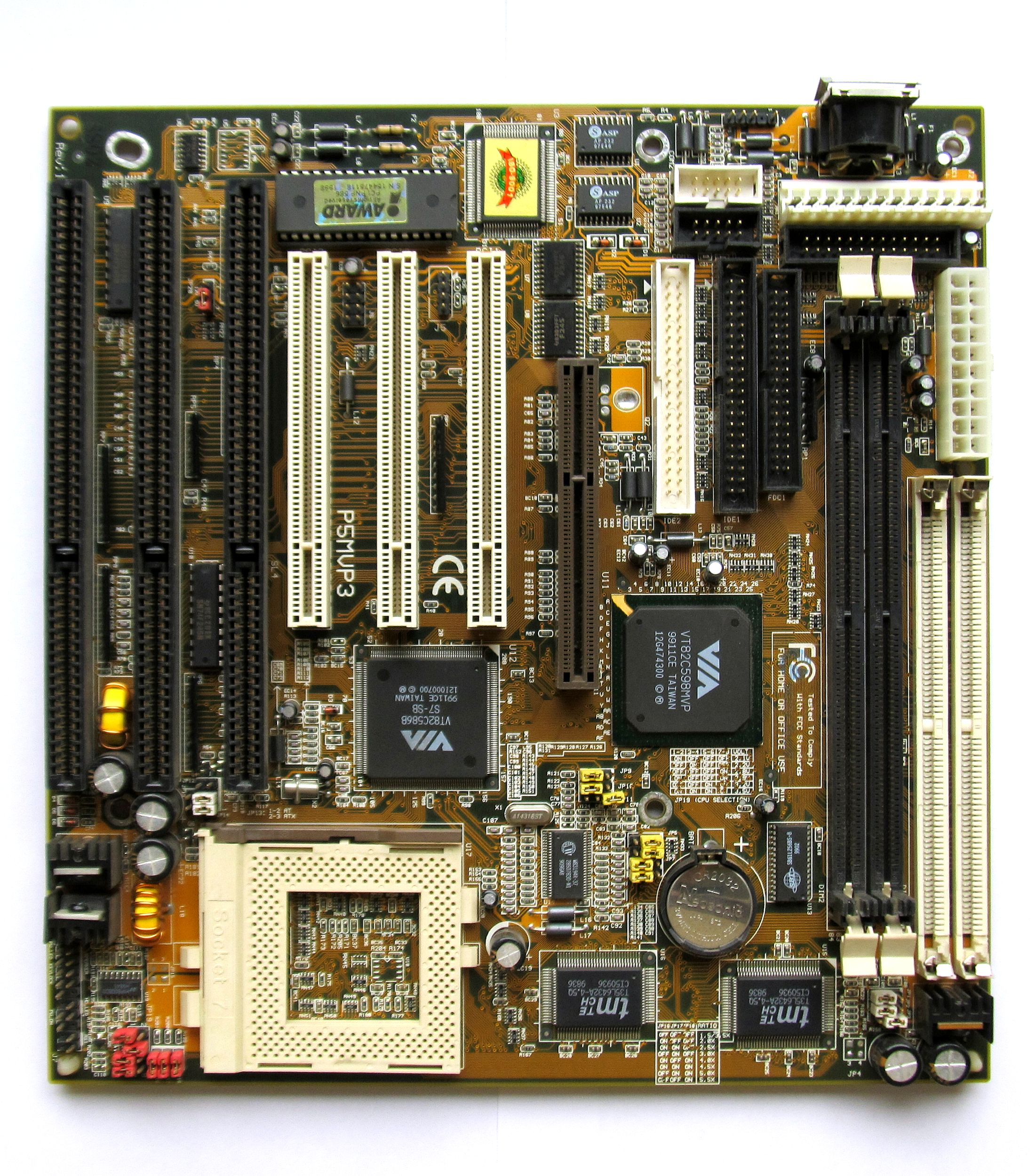
Материнська плата з підтримкую АТ та АТХ блока живлення

Роз'єм на платі — це два роз'єми Molex 15-48-0106. Вони підходять до Molex 90331.
| Колір     | Пін  | Опис       |
| --------- | ---- | ---------- |
| Оранжевий | P8.1 | Power good |
| Червоний  | P8.2 | +5 V       |
| Жовтий    | P8.3 | +12 V      |
| Синій     | P8.4 | −12 V      |
| Чорний    | P8.5 | Земля      |
| Чорний    | P8.6 | Земля      |
|           |      |            |
| Чорний    | P9.1 | Земля      |
| Чорний    | P9.2 | Земля      |
| Білий     | P9.3 | −5 V       |
| Червоний  | P9.4 | +5 V       |
| Червоний  | P9.5 | +5 V       |
| Червоний  | P9.6 | +5 V       |